# Julie Engelbrecht
Julie Charon Engelbrecht (* 30. Juni 1984 in Paris) ist eine französisch-deutsche Schauspielerin.

## Leben
Engelbrecht, Tochter der deutschen Schauspielerin Constanze Engelbrecht und des französischen Regisseurs und Schauspielers François Nocher, verbrachte ihre Jugend auf einem Bauernhof in Coulommiers östlich von Paris. Ihre Großmutter war die Schauspielerin und Synchronsprecherin Alice Franz. 1996 sammelte sie an der Seite ihrer Mutter erste Schauspielerfahrungen in dem Film Adieu, mon ami. Ihre Ausbildung erhielt sie 2004 bis 2008 an der Hochschule für Musik und Theater Hamburg. Außerdem absolvierte sie die Zirkusschule von Annie Fratellini in Paris.
2004 spielte sie im ARD-Fernsehfilm Klassentreffen die Journalistin Nena und hatte eine kleinere Rolle im Kinofilm Napola – Elite für den Führer. Es folgten Auftritte in den Fernsehserien Zwei Profis und Im Namen des Gesetzes. Ein Film aus der österreichischen Fernsehreihe Mutig in die neuen Zeiten brachte Engelbrecht 2005 eine Nominierung für den Undine Award ein. Ihre erste Hauptrolle spielte sie 2008 in dem Fernsehfilm Rasmus und Johanna aus der Inga-Lindström-Reihe. 2009 spielte sie in Kaspar Heidelbachs Filmdrama Berlin 36 und übernahm an der Seite von Robert Stadlober als Müllerstochter Lisa die Hauptrolle in dem Märchenfilm Rumpelstilzchen.
2011 spielte sie unter der Regie von Hans-Günther Bücking die Titelrolle in der deutsch-österreichischen Koproduktion Die Tänzerin – Lebe deinen Traum. Ihr Ballerina-Auftritt dort wurde von der Kritik als besonders überzeugend und von großer Ausstrahlungskraft gelobt. 2015 war sie neben Mariah Bonner in dem Musikvideo Supergirl von Anna Naklab und Alle Farben zu sehen. 2016 agierte sie in dem ZDF-Herzkinofilm Ein Sommer in Südfrankreich in der Hauptrolle der Charlotte Conrad. 2020 spielte sie in einer Episode der US-amerikanischen Fernsehserie Homeland mit. Engelbrecht lebt in Berlin.

## Filmografie
- 1996: Adieu, mon ami
- 2003: Zwei Profis – … und das tote Mädchen
- 2004: Klassentreffen
- 2004: Napola – Elite für den Führer
- 2005: Tatort – Ein Glücksgefühl
- 2005: Mutig in die neuen Zeiten – Im Reich der Reblaus
- 2006: Mutig in die neuen Zeiten – Nur keine Wellen
- 2007: Der Rote Baron
- 2008: Im Namen des Gesetzes – Der Tote am See
- 2008: Inga Lindström – Rasmus und Johanna
- 2009: Berlin 36
- 2009: Rumpelstilzchen
- 2009: Küstenwache – Bittere Wahrheit
- 2009: Es liegt mir auf der Zunge
- 2010: Alarm für Cobra 11 – Die Autobahnpolizei – Formel Zukunft
- 2011: Countdown – Die Jagd beginnt – Entführt
- 2011: Die Tänzerin – Lebe Deinen Traum
- 2011: Wilde Wellen – Nichts bleibt verborgen
- 2011: Inga Lindström – Die Hochzeit meines Mannes
- 2011: Der Mediator
- 2012: Schief gewickelt
- 2012: Tatort – Hochzeitsnacht
- 2012: Das Vermächtnis der Wanderhure
- 2013: Ein Fall für zwei – Incognito
- 2013: 45 Minuten bis Ramallah
- 2013: Paul Kemp – Alles kein Problem – Freundschaft
- 2014: Die Mamba
- 2014: Barbecue
- 2014: Frei
- 2014: Josephine Klick – Allein unter Cops – Zinnsoldaten
- 2014: Der kleine Nick macht Ferien
- 2014: Die Bergretter – Mit letzter Kraft
- 2014: SOKO Leipzig – Kontrollverlust
- 2015: SOKO Stuttgart – Benzin im Blut
- 2015: The Strain – Mayfield Hotel
- 2015: Supergirl (Musikvideo von Anna Naklab und Alle Farben)
- 2015: The Last Witch Hunter
- 2016: Beyond Valkyrie: Dawn of the 4th Reich
- 2016: Ein Sommer in Südfrankreich
- 2017: Alarm für Cobra 11 – Die Autobahnpolizei – Summer & Sharky
- 2019: Der Kurier – Sein Leben für die Freiheit (Kurier)
- 2020: Um Himmels Willen – Hochzeitswahn
- 2020: Homeland (Fernsehserie, Episode 8x11)
- 2022: Kreuzfahrt ins Glück – Hochzeitsreise nach Kreta
- 2022: Tatort: Warum
- 2023: Der Kroatien-Krimi: Split vergisst nie
- 2023: Morden im Norden – Entführt
- 2025: Verirrte Kugel 3 (Balle perdue 3)